# Waalhaven

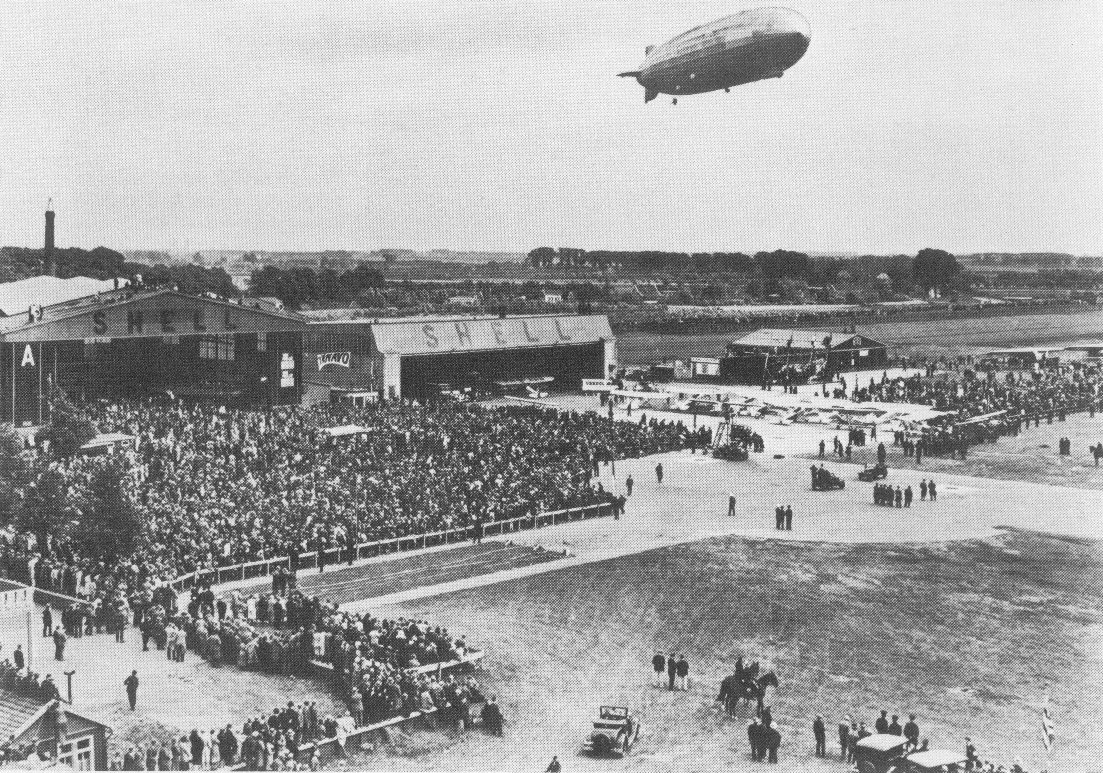
Aeroporto de Waalhaven, em 1932, com o LZ 127 Graf Zeppelin a preparar-se para aterrar.

Waalhaven é uma área industrial em Roterdão, na Holanda. Outrora o local de um aeroporto (o Aeroporto de Wallhaven), foi o segundo aeroporto civil a abrir na Holanda, em 1920.
Em 1940 o aeroporto e suas instalações foram destruídos pelos holandeses para que não caíssem na posse dos alemães. Depois da Segunda Guerra Mundial, o aeroporto foi reconstruído. Actualmente o local é ocupado por uma zona industrial.